# Корбалан, Альваро
Альваро Хулио Федерико Корбалан Кастилья (исп. Álvaro Julio Federico Corbalán Castilla; 14 декабря 1951, Сантьяго) — чилийский офицер военной разведки и тайной полиции СЕНИ, участник репрессий в годы военной диктатуры, организатор политических убийств. Активный сторонник Правительственной хунты и генерала Пиночета, лидер ультраправой партии Национальный аванпост. После восстановления конституционно-демократических порядков предстал перед судом и приговорён к пожизненному заключению.

## Ультраправый разведчик
Родился в семье столичного среднего класса. Его мать Марта Кастилья Хеиссе была известна как поэтесса и исполнительница на фортепиано. Считается, что Альваро Корбалан унаследовал от матери музыкальные и литературные способности. После престижной государственной школы Национальный институт избрал профессию военного. Окончил Военное училище Бернардо О’Хиггинса. Стажировался в Школе Америк. В 1973 поступил на службу в военную разведку.
Альваро Корбалан придерживался крайне правых политических взглядов, был убеждённым чилийским националистом и непримиримым антикоммунистом. Он враждебно относился к левому правительству Народному единству и президенту-социалисту Сальвадору Альенде. Полностью поддержал государственный переворот 11 сентября 1973 и военную хунту генерала Аугусто Пиночета.

## Оперативник СЕНИ
Первые годы военной диктатуры Альваро Корбалан продолжал службу в армейской разведке DINE. Представлял DINE в Соединённой команде (CC) — структуре военных разведок, созданной для конкуретного противостояния тайной полиции ДИНА. Тесно сотрудничал в CC с представителем авиационной разведки DIFA Роберто Фуэнтесом Моррисоном.
В 1980 переведён в тайную полицию — Национальный центр информации (СЕНИ), созданную на месте ДИНА, распущенной из-за крайней одиозности. Его дебют в этом качестве состоялся 25 июля 1980: оперативник Корбалан участвовал в подавлении акции группы бездомных, захвативших пустующую недвижимость в районе Ла-Бандера на юге Сантьяго.
В звании майора Альваро Корбалан руководил антидиверсионным отделом, был комендантом штаб-квартиры — Казарм Боргоньо. Координировал операции СЕНИ с DINE и Корпусом карабинеров. Командовал бригадой спецназа, окружил себя группой лично преданных бойцов. Фактически Корбалан возглавлял оперативные службы СЕНИ. Постепенно майор — впоследствии подполковник — стал самым известным функционером карательного аппарата. Корбалан превратился в персональный символ чилийской тайной полиции; подобно Мануэлю Контрерасу в ДИНА (в большей степени, нежели директоры СЕНИ генерал Гордон и генерал Салас Венцель). Его имя и прозвище Фараон стали нарицательными.
СЕНИ являлся инструментом политических репрессий, в том числе внесудебных казней. С именем Альваро Корбалана связаны резонансные убийства. Наиболее известна гибель популярного профсоюзного лидера Тукапеля Хименеса. Затем был убит плотник Хуан Алегриа Мундака, на которого рассчитывали свалить смерть Хименеса. (Убийство Хименеса резко ухудшило отношения Корбалана с Фуэнтесом Моррисоном и привело к многолетней вражде между ними.) При руководящим участии Корбалана убиты несколько активистов MIR, FPMR и КПЧ, в том числе две женщины.
8 сентября 1986, на следующий день после неудачного покушения на президента Пиночета, под руководством Корбалана были убиты активисты MIR журналист Хосе Карраско Тапиа и учитель Гастон Видауррасага Манрикес. 15 июня 1987 Корбалан руководил Операцией «Албания» — физической ликвидацией двенадцати членов FPMR, причастных к покушению . Эта спецоперация практически покончила с вооружённым антипиночетовским подпольем. Майор Корбалан был особо отмечен генералом Саласом Венцелем.
Впоследствии Корбалан и его сторонники настаивали, что убитые в ходе спецопераций СЕНИ являлись ультралевыми террористами. Среди них действительно были вооружённые боевики (но и их ликвидации проводились с нарушениями национальных законов и международных стандартов). Но другие погибшие принадлежали к мирной оппозиции, как Тукапель Хименес, или вообще случайно попали под удар, как Хуан Алегриа.
Отличительной чертой Альваро Корбалана была тяга к богеме. Сам он играл на гитаре и фортепиано. Заключил контракт на запись двух альбомов, но не довёл до реализации из-за большой занятости. Был постоянным участником ночной жизни Сантьяго, завсегдатаем элитных заведений. Поддерживал близкие отношения с популярной певицей Пэти Мальдонадо, известной танцовщицей Марией Ньето, другими дамами света. Связи Корбалана в шоу-бизнесе помогали расширять сеть осведомителей. В то же время, на вечеринках в присутствии Корбалана допускалось «художественное фрондирование», иногда даже насмешки над Пиночетом. Корбалан благоволил политзаключённым с артистическими наклонностями — для членов музыкальных кружков смягчался тюремный режим.
Альваро Корбалан был не только оперативником пиночетовской спецслужбы, но активным политиком-пиночетистом. Лично знал Пиночета и его семью, был принят в его доме. Он принял участие в создании Национального аванпоста (AN) — ультраправой партии безоговорочных сторонников Пиночета. С августа по ноябрь 1989 Корбалан являлся президентом (председателем) AN. Но имидж «партии Корбалана» оказался скорее проигрышным, успеха на выборах AN не добился.

## Суды и заключение
«Эра Пиночета» завершилась в 1990. Чили вернулась к конституционно-демократическим порядкам. Уже 16 января 1991 Альваро Корбалан был арестован по обвинениям в убийствах, пытках, похищениях и произвольных арестах. Он стал подсудимым на нескольких резонансных процессах, ему вынесены шесть обвинительных приговоров (при этом он оправдан по делу об убийстве Тукапеля Хименеса). Отбывает пожизненное заключение за убийство Хуана Алегриа Мундаки, к которому приплюсованы в общей сложности ещё сто лет.
Первоначально Альваро Корбалан отбывал срок на базе военной полиции в Пеньялолене, затем в тюрьмах Кордильера (Пеньялолен) и Пунта-Пеуко (Тильтиль) — созданных специально для осуждённых за преступления военной диктатуры. В 2015, при президенте-социалистке Мишель Бачелет, Корбалан был переведён в тюрьму строго режима Сантьяго (формальным поводом стало обнаружение в камере мобильного телефона). В это время скончалась Марта Кастилья Хеиссе, и Альваро Корбалан не смог присутствовать на её похоронах. Он опубликовал письмо, обращённое к матери.
В 2017 адвокаты добились возвращения Корбалана в Пунта-Пеуко, с более комфортным содержанием. Он имеет возможность писать, музицировать, принимать гостей, гулять под охраной. На одной из прогулок в 2002 Корбалан столкнулся с левым президентом Рикардо Лагосом и сделал непочтительный жест. Лагос высказал претензии армейскому командованию и тюремному начальству. Корбалан написал книгу воспоминаний Anécdotas de mi General: las que viví… y las que me contaron — Анекдоты о моём генерале: те, которыми я жил… и те, которые мне рассказали и несколько песен, в том числе Гимн Пунта-Пеуко.
Тюремная администрация и охрана относятся к Корбалану лояльно, иногда с подчёркнутым уважением. Однако в 2016 у него произошло столкновение с другим заключённым. Двадцатидвухлетний леворадикал Хоакин Гарсиа, осуждённый за попытку теракта против жандармерии, встретил Корбалана в тюремном коридоре и ударил головой в лицо. Корбалан объяснил этот поступок «типичной левацкой агрессивностью» и «поверхностным знанием истории».
В 1999, уже в заключении, Альваро Корбалан инициировал создание общественной «Корпорации 11 сентября» — правонационалистической организации пиночетистов. Консультировал постановщиков документального фильма о Пиночете в 2011. Остаётся убеждённым приверженцем Пиночета, считает переворот 11 сентября 1973 спасением Чили, а репрессии ДИНА и СЕНИ — защитой страны от тоталитарно-террористической угрозы. В 2012 Корбалан написал меморандум на имя правого президента Себастьяна Пиньеры — предложил ему сотрудничество против левых сил, особенно социалистов Бачелет и арауканских анархистов. Свою собственную деятельность оценивает чрезвычайно положительно, отзывается о себе в третьем лице: «Корбалан выполнял важные миссии национальной безопасности, и в день, когда станут известны подробности, им будут восхищаться все чилийцы, без политических различий».
Альваро Корбалан женат третьим браком, имеет десятерых детей. Со своей третьей женой познакомился в тюрьме. Аргентинка Сильвия Лопес — единомышленница и соратница мужа. Вместе они организовали своеобразный бизнес: производство и реализацию сувениров с изображением Пиночета — фигурных стаканов, бутылок вина, коллекционных монет.